# 深見敏男
深見 敏男（ふかみ としお、1955年11月4日 - ）は、日本の実業家、馬主。
愛知県豊田市陣中町に本社を置く、プレス試作や金属加工を手がける株式会社建重製作所の代表取締役社長。

## 馬主活動

深見の勝負服

日本中央競馬会（JRA）および地方競馬全国協会（NAR）に登録する馬主として知られる。勝負服の柄は青、白玉霰、白袖青二本輪で、義父の深見富朗（建重製作所代表取締役会長、馬主）と勝負服の柄は同じであるが、「青色が好きなので」という理由で青色を基調としている。冠名には自身の姓「深見」より「ディープ」を用いる。また、妻の深見昌代も馬主である。

### 来歴
- 2003年 - 「今後のことがあるから」という富朗の勧めで馬主資格を取得[1]。
- 2005年 - ディープサマーがクリスタルカップを制し、重賞初制覇[1]。
- 2008年 - 富朗の進言により所有するに至った[4]ディープスカイがNHKマイルカップと東京優駿に勝利し、馬主5年目かつ3頭目の所有馬にしてGI競走の優勝馬主となり、ダービーオーナーともなった[1]。

## 主な所有馬
- ディープサマー（2005年クリスタルカップ[4]、2008年船橋記念）
- ディープスカイ（2008年毎日杯、NHKマイルカップ、東京優駿[4]、神戸新聞杯）

### 深見富朗の所有馬
勝負服の柄は緑、白玉霰、白袖青一本輪、冠名は特に用いない。
GI級競走優勝馬
- パーソナルラッシュ（2004年エルムステークス、ダービーグランプリ、2005年ダイオライト記念、エルムステークス）
- プライドキム（2004年兵庫ジュニアグランプリ、全日本2歳優駿、2007年船橋記念、報知グランプリカップ、2008年クラスターカップ）

重賞競走優勝馬
- チェックメイト（2001年東京新聞杯、ダービー卿チャレンジトロフィー）
- ラントゥザフリーズ（2003年共同通信杯）
- ダブルウェッジ（2009年アーリントンカップ）

その他の所有馬
- ネームヴァリュー（2000年コスモス賞）
- ディープエアー（2005年コスモス賞、札幌2歳ステークス2着、2006年弥生賞3着）
- ソロシンガー（1996年報知杯4歳牝馬特別3着、カーネーションカップ）
- ヴォーグトルネード（2014年ブリリアントステークス、ジュライステークス）